# Kyle MacLachlan
Kyle Merritt MacLachlan (született McLachlan) (Yakima, Washington, 1959. február 22. –) Golden Globe-díjas amerikai színész.

## Élete és pályafutása
Családja skót, cornwalli és német felmenőkkel bír. Főiskolai tanulmányait a Washingtoni Egyetemen végezte, Seattle-ben. Ezután Hollywoodba költözött.
Pályáját színházban kezdte, de szerepelt a Miami Vice-ban is. Együtt dolgozott  David Lynch-csel a Dűne (1984), majd a Kék bársony (1986) filmekben. A sikert számára a Twin Peaks (1990–1991) című tv-sorozat nyomozója, Dale Cooper hozta meg. Oliver Stone felkérte A szakasz című film főszerepére, ám ezt visszautasította. Szerepelt A Flintstone család (1994) mese mozis verziójában is.
A bukásként elkönyvelt 1995-ös Showgirls sikertelensége nem lombozta le a színész vállalkozó kedvét. Ezután olyan filmek következtek, mint például az Egyéjszakás kaland (1997), illetve a Szex és New York (2000–2002) című tévésorozat. Aztán jött a Született feleségek (2004) Orson Hodge szerepe.

## Filmográfia

### Film
| Év   | Magyar cím                           | Eredeti cím                             | Szerep                                  | Magyar hang            |
| ---- | ------------------------------------ | --------------------------------------- | --------------------------------------- | ---------------------- |
| 1984 | Dűne                                 | Dune                                    | Paul Atreides                           | Stohl András           |
| 1986 | Kék bársony                          | Blue Velvet                             | Jeffrey Beaumont                        | Bolba Tamás            |
| 1987 | Gyilkos az űrből (A rejtőzködő)      | The Hidden                              | Lloyd Gallagher                         | Borbély László         |
| 1990 | A szerelem Harley Davidsonon érkezik | Don't Tell Her It's Me                  | Trout                                   | Malcsiner Péter        |
| 1990 | A szerelem Harley Davidsonon érkezik | Don't Tell Her It's Me                  | Trout                                   | Tarján Péter           |
| 1991 | The Doors                            | The Doors                               | Ray Manzarek                            | Fekete Ernő            |
| 1992 | Bárhol ér a reggel                   | Where the Day Takes You                 | Ted                                     |                        |
| 1992 | Twin Peaks – Tűz, jöjj velem!        | Twin Peaks: Fire Walk with Me           | Dale Cooper különleges ügynök           | Csankó Zoltán          |
| 1992 | Puha kis sasfészek                   | Rich in Love                            | Billy McQueen                           | Nagy Ervin             |
| 1993 | A per                                | The Trial                               | Josef K.                                | Szakácsi Sándor        |
| 1994 | A Flintstone család                  | The Flintstones                         | Clifford "Cliff" Vandercave             | Kassai Károly          |
| 1995 | Showgirls                            | Showgirls                               | Zack Carey                              | Kautzky Armand         |
| 1996 | Elektrosokk                          | The Trigger Effect                      | Matthew Kay                             | Sinkovits-Vitay András |
| 1996 | Fegyvermánia                         | Mad Dog Time                            | Jake Parker                             | Kőszegi Ákos           |
| 1997 | Egyéjszakás kaland                   | One Night Stand                         | Vernon Rivers                           | Kautzky Armand         |
| 2000 | Testcsere                            | XChange                                 | James Fisk / Stuart Toffler 2           | Lux Ádám               |
| 2000 | Hamlet                               | Hamlet                                  | Claudius király                         |                        |
| 2000 | Timecode                             | Timecode                                | Bunny Drysdale                          | Tarján Péter           |
| 2001 | Se veled, se nélküled                | Me Without You                          | Daniel                                  | Kárpáti Levente        |
| 2001 | Parfüm                               | Perfume                                 | üzlet menedzsere                        |                        |
| 2002 | Miranda                              | Miranda                                 | Nailor                                  | Czvetkó Sándor         |
| 2003 |                                      | Northfork                               | Mr. Hope                                |                        |
| 2004 | Egy csipetnyi pink                   | Touch of Pink                           | Cary Grant szelleme                     |                        |
| 2008 | Szabadítsátok ki Jimmyt!             | Slipp Jimmy fri                         | Marius (angol hangja)                   | Czvetkó Sándor         |
| 2008 | Az Igazság Ligája – Az új küldetés   | Justice League: The New Frontier        | Kal-El / Clark Kent / Superman (hangja) | Kolovratnik Krisztián  |
| 2008 | Négyen egy gatyában 2.               | The Sisterhood of the Traveling Pants 2 | Bill Kerr                               | Pusztaszeri Kornél     |
| 2009 |                                      | Mao's Last Dancer                       | Charles C. Foster                       |                        |
| 2009 |                                      | The Smell of Success                    | Jimmy St. James                         |                        |
| 2011 | Béke, szerelem és félreértés         | Peace, Love & Misunderstanding          | Mark                                    | Kautzky Armand         |
| 2013 | Kísértés                             | Breathe In                              | Peter Sebeck                            |                        |
| 2015 | Agymanók                             | Inside Out                              | Mr. Anderson, Riley apja (hangja)       | Rajkai Zoltán          |
| 2015 | Riley első randija? (rövidfilm)      | Riley's First Date?                     | Mr. Anderson, Riley apja (hangja)       | Rajkai Zoltán          |
| 2018 |                                      | Giant Little Ones                       | Ray Winter                              |                        |
| 2018 | A végzet órája                       | The House with a Clock in Its Walls     | Isaac Izard                             | Kautzky Armand         |
| 2019 | Szárnyaló madár                      | High Flying Bird                        | David Seton                             |                        |
| 2019 |                                      | The Staggering Girl (rövidfilm)         | Matteo / Bruno / Angelo                 |                        |
| 2020 |                                      | Tesla                                   | Thomas Edison                           |                        |
| 2020 | Capone                               | Capone                                  | Dr. Karlock                             | Csankó Zoltán          |
| 2020 |                                      | Confess, Fletch                         | Horan                                   |                        |
| 2023 |                                      | Miranda's Victim                        | Earl Warren főbíró                      |                        |
| 2024 | Agymanók 2.                          | Inside Out 2                            | Mr. Anderson (hangja)                   | Rajkai Zoltán          |
| 2024 | Vészjelzés                           | Blink Twice                             | Rich                                    | Csankó Zoltán          |

### Televízió
| Év        | Magyar cím                                  | Eredeti cím                        | Szerep                                       | Magyar hang     | Megjegyzések                               |
| --------- | ------------------------------------------- | ---------------------------------- | -------------------------------------------- | --------------- | ------------------------------------------ |
| 1990–1991 | Twin Peaks                                  | Twin Peaks                         | Dale Cooper                                  | Szakácsi Sándor | 30 epizód                                  |
| 1990–1991 | Twin Peaks                                  | Twin Peaks                         | Dale Cooper                                  | Rosta Sándor    | 30 epizód                                  |
| 1989      | Megvalósult álmok                           | Dream Breakers                     | Bobby O'Connor                               |                 | tévéfilm                                   |
| 1990      | Saturday Night Live                         | Saturday Night Live                | önmaga (házigazda)                           |                 | 1 epizód                                   |
| 1990      |                                             | The American Experience            | narrátor                                     |                 | 1 epizód                                   |
| 1991–1993 | Mesék a kriptából                           | Tales from the Crypt               | Earl Raymond Digs                            |                 | - szereplő (1 epizód) - rendező (1 epizód) |
| 1994      | Fejjel a falnak                             | Against the Wall                   | Michael Smith                                | Rékasi Károly   | tévéfilm                                   |
| 1994      | Roswell                                     | Roswell                            | Jesse A. Marcel                              | Forgács Péter   | tévéfilm                                   |
| 1994      | Roswell                                     | Roswell                            | Jesse A. Marcel                              | Vass Gábor      | tévéfilm                                   |
| 1995      |                                             | The Conversation                   | Harry Caul                                   |                 | próbaepizód                                |
| 1996      |                                             | Moonshine Highway                  | Jed Muldoon                                  |                 | tévéfilm                                   |
| 1997      |                                             | Windsor Protocol                   | Sean Dillon                                  |                 | tévéfilm                                   |
| 1998      |                                             | Thunder Point                      | Sean Dillon                                  |                 | tévéfilm                                   |
| 1998      |                                             | Route 9                            | Booth Parker                                 |                 | tévéfilm                                   |
| 1998      |                                             | The Invisible Man                  | Jack Griffin                                 |                 | próbaepizód                                |
| 2000      | Az erdei forrás titka                       | Spring                             | Dennis Conway                                |                 | tévéfilm                                   |
| 2000–2002 | Szex és New York                            | Sex and the City                   | Trey MacDougal                               |                 | 23 epizód                                  |
| 2002      |                                             | Jo                                 | ismeretlen szerep                            |                 | próbaepizód                                |
| 2004      | Titkok könyvtára – A Szent Lándzsa küldetés | The Librarian: Quest for the Spear | Edward Wilde                                 | Szakácsi Sándor | tévéfilm                                   |
| 2004      | Titkok könyvtára – A Szent Lándzsa küldetés | The Librarian: Quest for the Spear | Edward Wilde                                 | Sörös Sándor    | tévéfilm                                   |
| 2004–2011 | Esküdt ellenségek: Különleges ügyosztály    | Law & Order: Special Victims Unit  | Dr. Brett Morton / Andrew Raines             |                 | 2 epizód                                   |
| 2005      | Rejtelmes sziget                            | Mysterious Island                  | Cyrus Smith                                  | Selmeczi Roland | tévéfilm                                   |
| 2005      | Rejtelmes sziget                            | Mysterious Island                  | Cyrus Smith                                  | Széles László   | tévéfilm                                   |
| 2006      | Az igazság harcosai (A törvény jogán)       | In Justice                         | David Swain                                  |                 | 13 epizód                                  |
| 2006–2012 | Született feleségek                         | Desperate Housewives               | Orson Hodge                                  | Besenczi Árpád  | 85 epizód                                  |
| 2010–2014 | Így jártam anyátokkal                       | How I Met Your Mother              | George Van Smoot / Kapitány                  |                 | 7 epizód                                   |
| 2011      |                                             | The Doctor                         | Jason                                        |                 | próbaepizód                                |
| 2011–2018 |                                             | Portlandia                         | Portland polgármestere                       |                 | 24 epizód                                  |
| 2012      | Jersey lány                                 | Made in Jersey                     | Donovan Stark                                |                 | 8 epizód                                   |
| 2013–2014 | A férjem védelmében                         | The Good Wife                      | Josh Perotti                                 | Schnell Ádám    | 4 epizód                                   |
| 2014      |                                             | Believe                            | Roman Skouras                                |                 | 12 epizód                                  |
| 2014–2015 | A S.H.I.E.L.D. ügynökei                     | Agents of S.H.I.E.L.D.             | Calvin Johnson / Doktor                      | Mikula Sándor   | 13 epizód                                  |
| 2016      | Rejtélyek városkája                         | Gravity Falls                      | buszsofőr (hangja)                           |                 | 1 epizód                                   |
| 2017      | Twin Peaks                                  | Twin Peaks                         | Dale Cooper                                  |                 | 18 epizód                                  |
| 2018      | Amerikai fater                              | American Dad!                      | Del (hangja)                                 |                 | 1 epizód                                   |
| 2019–2020 |                                             | Carol's Second Act                 | Dr. Frost                                    |                 | 18 epizód                                  |
| 2020      | John Wilson tanácsai                        | How To with John Wilson            | önmaga                                       |                 | 1 epizód                                   |
| 2020      |                                             | Atlantic Crossing                  | Franklin D. Roosevelt elnök                  |                 | 8 epizód                                   |
| 2022      | Így jártam apátokkal                        | How I Met Your Father              | George Van Smoot / Kapitány                  |                 | 2 epizód                                   |
| 2022      |                                             | Joe vs. Carole                     | Howard Baskin                                |                 | 8 epizód                                   |
| 2023      |                                             | Lucky Hank                         | Dickie Pope                                  |                 | 2 epizód                                   |
| 2023–2025 | Star Wars: Fiatal Jedik kalandjai           | Star Wars: Young Jedi Adventures   | Draiven Bosh (hangja)                        |                 | 4 epizód                                   |
| 2023–2024 | Futurama                                    | Futurama                           | Ganajtúró bogár udvarmester / önmaga(hangja) |                 | 2 epizód                                   |
| 2024–     | Fallout                                     | Fallout                            | Hank MacLean                                 | Csankó Zoltán   | 2 epizód                                   |
| 2024      | Álom Stúdió                                 | Dream Productions                  | Bill Andersen (hangja)                       | Rajkai Zoltán   | 2 epizód                                   |
| 2025      | Primók                                      | Primos                             | Bill (hangja)                                |                 | 1 epizód                                   |